# Термидорианский переворот
Термидорианский переворот — государственный переворот, произошедший 27 июля 1794 года (9 термидора II года по республиканскому календарю) во Франции и ставший одним из ключевых событий Великой французской революции. Иногда рассматривается как её окончание.
Переворот привёл к аресту и казни лидера якобинцев Максимильена Робеспьера, также были казнены его сторонники. Одновременно переворот положил конец эпохе террора, а заодно и революционных преобразований. Открыл период Термидорианской реакции.
Само событие участники и победители определяли как «Революция 9 термидора» (фр. révolution du 9 Thermidor) или «восстание 9 термидора» (фр. journée du 9 Thermidor). Позже в историографии революции появились определения событий 9 термидора как «государственного переворота» (фр. coup d'état), в российской революционной среде использовалось выражение «контрреволюционный термидорианский переворот».

## Контекст
Режим Революционного правительства, каким его знают сегодня, сформировался к весне 1794 года («Временное правительство Франции будет революционным до достижения мира» (Декрет от 10 октября 1793)). 
В центре был Конвент, исполнительной властью которого был Комитет общественного спасения, наделённый огромными полномочиями: он интерпретировал декреты Конвента и определял способы их применения; под его непосредственным руководством были все государственные органы и служащие; он определял военную и дипломатическую деятельность, назначал генералов и членов других комитетов при условии ратификации их Конвентом. Он был ответственным за ведение войны, общественный порядок, обеспечение и снабжение населения. Управлять во имя Конвента и в то же время контролировать его, сдерживать санкюлотов без охлаждения их энтузиазма было необходимым балансом революционного правительства.
Комитет был органом коллегиальным и его состав утверждался Конвентом каждый месяц. Законы, декреты, направление политики предоставлялись в виде докладов и принимались в Конвенте после обсуждения. Особо важные декреты, как, например, об аресте дантонистов, принимались на объединённых заседаниях обоих комитетов: Спасения и Безопасности. Большинство соглашалось следовать политике комитетов, пока существовала реальная угроза Республике. Ограничение цен на продовольствие не нравилось никому и постоянно нарушалось. Основа нахождения у власти революционного правительства после восстания 31 мая — 2 июня заключалась в давлении извне парижских секций и якобинских клубов, связанных между собой по всей стране, и монтаньяров в Конвенте, была коалицией различных интересов и, в условиях отсутствия партий в современном понимании, коалицией хрупких компромиссов. Секции Парижа были недовольны экономической политикой комитетов. Консерватизм секций также объяснялся тем, что наиболее патриотически настроенные, энергичные и молодые уходили на фронт, секционные активисты наполнили комитеты правительства, становясь номенклатурой, чувствовалась усталость от постоянного напряжения последних четырёх лет революции. «Революция оледенела, все её принципы ослабли, остался лишь красный колпак на головах интриги» — записал Сен-Жюст в это время.
Комитет общественного спасения старался держаться промежуточной позиции между противоположными крыльями революционной коалиции — модерантизмом и экстремизмом. Революционное правительство не намерено было уступать эбертистам в ущерб революционному единству, в то время как требования умеренных подрывали контролируемую экономику, необходимую для ведения военных действий, и террор, который обеспечивал всеобщее повиновение. Но в конце зимы 1793 года нехватка продуктов питания приняла резкий поворот к худшему. Эбертисты начали требовать применения жёстких мер, и сначала Комитет вёл себя примирительно. Конвент проголосовал за выделение около 15 млн ливров на облегчение кризиса; 3 вантоза Барер от имени комитета общественного спасения представил новый общий «максимум» и 8-го — декрет о конфискации имущества «подозрительных» и распределения его среди нуждающихся — «вантозские декреты» (фр. Loi de ventôse an II). 
Кордельеры полагали, что если они усилят давление, то восторжествуют раз и навсегда. Были призывы к восстанию, хотя скорее это было новой демонстрацией, как в сентябре 1793 г. 
Но 22 вантоза II года (12 марта 1794 г.) Комитет решил покончить с эбертистами, а к Эберу, Ронсену, Венсану и Моморо были добавлены иностранцы Проли, Клоотс и Перейра с тем, чтобы представить их как участников «иностранного заговора». Все они были казнены 4 жерминаля (24 марта 1794). Затем Комитет обратился к дантонистам, некоторые из которых были причастны к финансовым махинациям. 16 жерминаля (5 апреля 1794) Дантон, Делакруа, Демулен, Филиппо были казнены.
Драма жерминаля полностью изменила политическую ситуацию. Санкюлоты были ошеломлены казнью эбертистов — все их позиции влияния были утеряны: революционная армия была расформирована, инспекторы уволены, Бушот потерял военное министерство, клуб Кордельеров был подавлен и запуган, и под давлением правительства было закрыто 39 революционных комитетов. Произошла чистка Коммуны, и она была заполнена номинантами Комитета. С казнью дантонистов большинство ассамблеи впервые пришло в ужас от ею же созданного правительства.
Комитет играл роль посредника между собранием и секциями. Уничтожив лидеров секций, комитеты порвали с санкюлотами, источником власти правительства, давления которых так опасался Конвент со времени восстания 31 мая. Уничтожение дантонистов посеяло среди членов собрания страх, который легко мог перейти в бунт. Правительству казалось, что оно имело поддержку большинства собрания, но оно ошибалось — освободив Конвент от давления секций, оно осталось на милости собрания. В сложившейся ситуации был нужен только внутренний раскол правительства, чтобы его уничтожить.

## Разногласия в правительстве
Революционное правительство могло надеяться оставаться у власти до тех пор, пока успешно справлялось с чрезвычайным положением в стране. Как только его политические противники были уничтожены и угроза вторжения уменьшилась, уменьшилось и значение причин, которые и держали правительство вместе. Но падение не было бы настолько внезапным и полным, если бы не другие, более конкретные и внутренние причины.
Пока Комитет оставался единым, он был практически неуязвим, но едва он достиг апогея своего могущества, как появились признаки внутреннего конфликта. Комитет общественного спасения никогда не был однородным — это был коалиционный кабинет. Люди авторитарные, с сильными убеждениями, честные и темпераментные: их целью было управление правительством, борьба и победа. Чувство опасности, совместная работа в условиях тяжелейшего кризиса сначала препятствовали личным ссорам. Теперь же пустяковые различия преувеличивались до вопросов жизни и смерти. Небольшие разногласия отчуждали их друг от друга. Карно, в частности, был раздражён критикой его планов Робеспьером и Сен-Жюстом, которые после месяцев тяжёлой работы и сверхвозбуждённые опасностью, сдерживались с трудом. Спор следовал за спором.
После казни эбертистов и дантонистов и празднования фестиваля Верховного Существа фигура Робеспьера приобрела преувеличенное значение в глазах революционной Франции. В свою очередь он не считался с чувствительностью своих коллег, что могло показаться расчётом или властолюбием. «Неподкупный» (фр. L’Incorruptible) оставался самым известным и уважаемым деятелем Революции. В действительности, у него не было особой власти в Комитете общественного спасения. Он был один из последних, кто вступил в него, не мог и не выбирал его членов и даже не являлся председателем заседаний. Всякие действия членов комитета зависели от согласия остальных. В Комитете общественного спасения он мог рассчитывать только на поддержку Сен-Жюста и Кутона (3 из 11 членов комитета) и в Комитете общественной безопасности на Давида и Леба (2 из 12). Вновь появились скрытые обвинения (со времени восстаний жирондистов) в диктатуре и накал заседаний Комитета общественного спасения достиг такого уровня, что пришлось закрывать окна и перенести место заседаний на этаж выше. Разногласия постоянно вспыхивали в Комитете общественного спасения, когда Карно назвал Робеспьера и Сен-Жюста «нелепыми диктаторами», а Колло и Бийо-Варенн делали завуалированные нападки на «Неподкупного» как нового Суллу. С конца июня до 23 июля Робеспьер перестал посещать заседания Комитета.
Причин для разногласий было достаточно. На основе декрета 27 жерминаля II года (16 апреля 1794) Комитет общественного спасения создал «Бюро полиции» (фр. bureau de surveillance administrative et de police generale) для наблюдения за чиновниками и независимое от Комитета общественной безопасности. Создание параллельных органов свидетельствовало о расхождении между правительственными комитетами и порождало недовольство второго по важности комитета. После фестиваля Верховного Существа Амар и Вадье, атеисты и дехристианизаторы, не скрывали своего раздражения. Следствием этого явился доклад от имени Комитета общественной безопасности, сделанный Вадье 27 прериаля по делу Екатерины Тео, которая, называла себя Богородицей, а Робеспьера — своим сыном. 30 жерминаля (19 апреля) Комитет дезавуировал 21 «представителя в миссии» (фр. les représentants en mission) и отозвал наиболее одиозных — Фуше, Тальена, Каррье, эксцессы которых в Лионе, Бордо и Нанте компрометировали революцию. Фуше был вызван для дачи отчёта о своей деятельности и был исключён из Якобинского клуба. Все они опасались проскрипции и естественным образом пополнили число врагов Неподкупного. В Комитете Колло опасался своей ассоциации с Фуше в Лионе.
Два покушения на жизнь Робеспьера лишь способствовали усилению его значения в глазах других. 3 прериаля его хотел убить Анри Адмира. На другой день в его квартире застали молодую девушку Сесиль Рено с двумя ножами. 10 июня 1794 года (22 прериаля) по докладу Кутона, поддержанного Робеспьером, Конвент принял декрет, лишавший обвиняемых права на защиту и предусматривавший в случае нахождения виновности единственное наказание — смертную казнь. Закон 22 прериаля открыл дорогу Великому террору. В Париже с 11 июня по 27 июля было казнено 1376 человек.

## Кризис
Понимая, что разногласия в правительстве ведут к расколу, 5 термидора была сделана попытка примирения под предлогом обсуждения Вантозских декретов. Сен-Жюст и Кутон отнеслись к этому примирению положительно, но Робеспьер сомневался в искренности своих противников. Якобинцы никогда не были однородной или объединённой партией. Уничтожение фракций загнало оставшееся «охвостье» (как тогда говорили) в подполье и перевело открытую борьбу в поле интриг и заговоров. В этой накалённой обстановке, 5 термидора (23 июля) Коммуна опубликовала новый максимум (фр. maximum des salaires), ограничивающий заработную плату наёмных работников (в некоторых случаях вдвое) и вызвавший резкий протест в секциях.

8 термидора, в своей последней речи в Конвенте, Робеспьер обвинил своих оппонентов в интриганстве и вынес вопрос о расколе на суд Конвента. Необходимо, говорил он, обновить состав Комитета Общественного Спасения, очистить Комитет Общественной Безопасности, создать правительственное единство под верховной властью Конвента:
Скажем, следовательно, что против свободы общества существует заговор; что своей силой он обязан преступной коалиции, интригующей в самом Конвенте; что эта коалиция имеет сообщников в Комитете общественной безопасности и во всех бюро этого Комитета, где они господствуют; что враги республики противопоставили этот Комитет Комитету общественного спасения и таким образом установили два правительства; что в этот заговор входят члены Комитета общественного спасения; что созданная таким образом коалиция стремится погубить патриотов и родину. Как исцелить это зло? Наказать изменников, обновить все бюро Комитета общественной безопасности, очистить этот Комитет и подчинить его Комитету общественного спасения; очистить и самый Комитет общественного спасения, установить единство правительства под верховной властью Национального конвента, являющегося центром и судьёй, и таким образом под давлением национальной власти сокрушить все клики и воздвигнуть на их развалинах мощь справедливости и свободы: таковы принципы.

Я создан, чтобы бороться с преступлением, а не руководить им. Ещё не наступило время, когда порядочные люди могут безнаказанно служить родине; до тех пор, пока банда мошенников господствует, защитники свободы будут лишь изгнанниками.
У Робеспьера потребовали, чтобы он назвал имена обвиняемых — Шарлье: «Когда кто-то гордится мужеством добродетели, он должен иметь мужество в провозглашении истины. Назови тех, кого ты обвиняешь!» Но Робеспьер отказался это сделать. В результате собрание пришло к выводу, что он требует карт-бланш и каждый член Конвента почувствовал себя под угрозой проскрипции.
Теперь, после речи Робеспьера, члены обоих Комитетов, и Комитета Общественного Спасения, и Комитета Общественной Безопасности, почувствовали себя под угрозой проскрипции. Теперь противники робеспьеристов включали влиятельных членов правительства обоих комитетов — заговор приобрёл определённую форму. В ночь на 9 термидора ультрареволюционеры-террористы, остатки дантонистов и лидеры Равнины или «болота» (фр. La Plaine ou le Marais) достигли соглашения против Робеспьера. В центре заговора были члены Конвента, которым непосредственно угрожала опасность, Тальен, Фуше, Каррье и др, которые были отозваны в Париж в связи с эксцессами массовых казней: Тальен в Бордо, Фуше в Лионе, Каррье в Нанте. Они достигли соглашения с членами комитетов Колло д’Эрбуа, Бийо-Варенном, Карно, Вадье, Амаром. Лидеры Равнины Сийес, Камбасерес, Дону и Буасси д’Англа считали, что после военных побед, нет нужды в экстренных мерах, терроре и контролируемой экономике («максимум» фр. Loi du maximum général); и ввиду уменьшения опасности со стороны Коммуны и радикальных секций Парижа, Конвент может и должен вернуть себе полное верховенство управления Республикой.
В эту ночь заговорщики разработали план действий на следующий день.

## 9 термидора
9 термидора (27 июля) Сен-Жюст должен был зачитать доклад комитетов Конвенту. Не успел он произнести несколько слов, как был прерван Тальеном по договорённости заговорщиков не дать Сен-Жюсту и Робеспьеру говорить. За ним последовала череда выступающих: Бийо-Варенн, Барер, Вадье, затем снова Тальен. Причём один обвинял Робеспьера в чрезмерной снисходительности к врагам революции, другой в чрезмерном терроре. «Бийо-Варенн: — Когда я впервые обвинил Дантона на заседании Комитета, то Робеспьер, как безумный, восстал против этого и говорил, что видит мои намерения насквозь, и что я хочу погубить лучших патриотов». «Тальен: — Именно в то время, когда Робеспьер ведал общей полицией, совершались акты особенно жестокого притеснения. — Это ложь! — кричит Робеспьер». Робеспьер пытался возражать, но был заглушён криками «Долой тирана!» (фр. A bas le tyran!) со скамей Горы. Было постановлено арестовать Анрио, командующего Национальной Гвардии, и Дюма, председателя Революционного Трибунала, они оба — сторонники Робеспьера. Робеспьер обращается к Колло д’Эрбуа, который являлся председателем в этот день: «— Председатель убийц, ты предоставишь мне слово?» Но место Колло в председательском кресле занял Тюрио: «— Ты получишь слово только в свой черёд». В последующей сумятице малоизвестный монтаньяр и дантонист Луше подал предложение арестовать Робеспьера. Под крики «Да здравствует Республика!» предложение арестовать Робеспьера, Сен-Жюста и Кутона было единогласно принято. «Республика погибла — настало царство разбойников!» — были последние слова Робеспьера в Конвенте. Леба и Робеспьер-младший потребовали ареста и для себя. Арестованных отвели в тюрьму. Робеспьера — в тюрьму Люксембург, но начальник тюрьмы отказался принять известного арестованного.
Известия о случившемся достигли Мэрии (фр. Hôtel de Ville de Paris) около 5 часов вечера. Коммуна Парижа объявляет себя находящейся в состоянии восстания. Мэр Парижа Флерио-Леско отдаёт приказ закрыть городские барьеры, бить в набат и призывает секции Парижа присоединиться к восстанию. Вооружённые подразделения секций поступают в распоряжение Коммуны и обязаны собраться перед ратушей. Командующий Национальной Гвардии Парижа Анрио с несколькими жандармами пытается освободить арестованных, но оказывается арестованным сам. Секции и Якобинский Клуб объявляют непрерывность заседаний. Прокламации Коммуны и Конвента, приказы и контр-приказы рассылаются по всему городу. Из 48 секций Парижа 27 запросили инструкции у Коммуны, но только 16 послали национальную гвардию. Недовольство политикой комитетов и Коммуны сделали своё дело. К тому же во время восстаний 10 августа и 31 мая секции действовали единогласно, хоть и не все посылали свою национальную гвардию. Теперь же единства не было и было непонятно, зачем необходимо стрелять в своих братьев из-за каких-то политических разногласий в правительстве, о которых они мало знали и не понимали. Теперь робеспьеристы могли убедиться, к чему привело уничтожение и подавление активистов секций, участвовавших в предыдущих восстаниях 10 августа и 31 мая.
Но вначале ситуация складывается в пользу восставших. Вице-председатель Революционного трибунала Коффиналь во главе верных Коммуне войск освобождает Анрио. Один за другим арестованные депутаты собираются в Ратуше. У Коммуны больше войск.
В то же время Конвент оправился от сумятицы, в которую его ввергла неожиданность восстания. Отправляются депутации в центральные и западные секции с призывом прислать Национальную Гвардию для защиты Конвента. Назначают Барраса, отличившегося при осаде Тулона, главнокомандующим войск Конвента; по предложению Барера мятежники объявляются вне закона, что означает казнь для всякого без суда и следствия, только по определению личности арестованного.
В свою очередь Коммуна декретировала арест заговорщиков, членов Конвента, Колло, Амара, Бурдона, Фрерона, Тальена, Паниса, Карно, Дюбуа, Вадье, Жавога, дю Баррана, Фуше, Гране, Бейля. Но секции колеблются: неясность обстановки, непонимание происходящего — знание лиц с обеих сторон добавляло к всеобщей сумятице. Так Леонар Бурдон, посланный в секцию Гравилье за национальной гвардией в помощь Конвенту, смог преодолеть неопределённость только после того, как объявил, что Робеспьер тайно подписал брачный контракт с дочерью Людовика XVI. А одна из наиболее революционно настроенных секций Сен-Антуанского предместья, секция Кенз-Вен, участвовавшая во всех предыдущих восстаниях, прислала ответ на призыв Коммуны:
Граждане Предместья Антуан ещё не потеряли характерную им республиканскую энергию, но в нынешних условиях Революционного Правительства им необходим руководящий совет, чтобы не попасть в ловушки, постоянно расставляемые для них врагами Республики.
Одно время перед Ратушей собралось до 3000 национальных гвардейцев. 17 из 30-ти артиллерийских подразделений явились на защиту Коммуны. Но в отсутствии соответствующей реакции секций Парижа, Исполнительный комитет Коммуны погрузился в бесконечные обсуждения и провозглашение воззваний. Войска, оставшись без лидеров и ясной цели, постепенно стали расходиться. Анрио приказал осветить факелами всю площадь. В 1:30 утра 10 термидора последние 200 канониров секции Финистер (фр. Finistère) Сен-Марсельского предместья покинули Гревскую площадь.
Около двух часов утра две колонны Конвента, одна во главе с Баррасом и национальной гвардией западных кварталов, и другая — Леонара Бурдона с гвардейцами секции Гравилье, нашли площадь перед Ратушей опустевшей. Войска Конвента, получив пароль от адъютанта Анрио, без боя ворвались в зал заседаний. Леба застрелился, Огюстен Робеспьер выбросился из окна и сломал ногу, паралитика Кутона в коляске столкнули вниз по лестнице. У Робеспьера была раздроблена челюсть выстрелом из пистолета.
Все арестованные (22 человека) были доставлены в Комитет общественной безопасности. 10 термидора в полдень по приказанию Бийо-Варенна осуждённых перевели в тюрьму Консьержери; самый их последний путь должен был смешать их с теми, кого они сами посылали на смерть. В четыре часа дня их повезли к эшафоту. Женщины плясали за тележкой и оскорбляли Робеспьера. Он печально улыбался. По дороге он увидел, как ребёнок мажет кровью двери дома Дюпле. Робеспьер отвернулся. Вечером 10 термидора (28 июля 1794) Робеспьер, Сен-Жюст, Кутон и девятнадцать их сторонников были казнены без суда и следствия. На следующий день был казнён семьдесят один функционер восставшей Коммуны, что стало крупнейшей массовой казнью за всю историю революции. Эмигрант из Ирландии Гамильтон Рован, наблюдая происходившее, вспоминал: «всё произошло на площади Революции в течение полутора часов, и, хотя я находился на расстоянии около ста ярдов от места казни, кровь казнённых струилась к моим ногам. Что меня поразило — это с каждым падением головы в корзину, повторение одного и того же возгласа: „Долой максимум!“ (фр. A bas le Maximum!)». Тарифы, «максимум», объявленные в начале недели, определённо, были одной из причин того, что секции не откликнулись на призыв восставшей Коммуны.

## Результат и последствия
Каковы бы ни были причины 9 термидора (вражда к Робеспьеру, личная безопасность, месть) — последующие события вышли далеко за пределы намерений заговорщиков. Очевидно, остальные члены комитетов рассчитывали оставаться у власти и продолжить политику якобинской диктатуры, как будто ничего принципиально не изменилось. Последующие события их сильно разочаровали. Конвент отказался быть простым орудием тех, кто враждовал с Робеспьером или опасался проскрипции за свои злодеяния.
Можно было избавиться от робеспьеристов и вернуть дантонистов: Конвент перехватил инициативу и положил конец, раз и навсегда, диктатуре комитетов, которая отодвинула его от исполнительной власти. Было решено, что ни один из членов руководящих комитетов не должен занимать должность в течение более четырёх месяцев. Три дня спустя прериальский закон был отменён и Революционный трибунал лишён своих чрезвычайных полномочий. Коммуна была заменена административной комиссией Конвента (фр. commission administrative de police), а Якобинский клуб был закрыт в ноябре. В июне 1795 года само слово «революционер», слово-символ всего якобинского периода, было запрещено. Не просто анти-робеспьеристская, а анти-якобинская реакция была в полном разгаре. В начале сентября 1794 Колло д’Эрбуа, Бийо-Варенн и Барер оставили Комитет общественного спасения: в конце того же года они уже были в тюрьме. Имущество Неподкупного, до конца верного своему прозвищу, было продано с аукциона в начале 1796 за 38 601 ливра, около £100 английских фунтов.
Три недели после 9 термидора, 19 августа 1794, монтаньяр и якобинец Луше, тот самый, который 9 термидора предложил объявить обвинение Робеспьеру, провозгласил в Конвенте, что единственный путь, чтобы справиться со всё ещё угрожающими общественной свободе опасностями, — это продолжение террора (фр. maintenir partout a l'ordre du jour terreur). Он был прерван громкими протестами со всех сторон: — «Правосудия! Правосудия!» — «Правосудия? — воскликнул Шарлье — Да, для патриотов, но террор для аристократов!». И множество голосов ответило: — «Правосудия для каждого! Правосудия для всех!» (фр. justice pour tout le monde).
События девятого термидора описывают в своих произведениях Анатоль Франс («Боги жаждут»), Марк Алданов («Девятое термидора»).